# Palín
Palín är en kommunhuvudort i Guatemala.   Den ligger i departementet Departamento de Escuintla, i den södra delen av landet, 30 km sydväst om huvudstaden Guatemala City. Palín ligger 1 165 meter över havet och antalet invånare är 31 329.
Terrängen runt Palín är kuperad åt sydost, men åt nordväst är den bergig. Terrängen runt Palín sluttar söderut. Runt Palín är det ganska tätbefolkat, med 52 invånare per kvadratkilometer. Närmaste större samhälle är Villa Nueva, 18,0 km nordost om Palín. I omgivningarna runt Palín växer i huvudsak städsegrön lövskog.